# اس‌اس دنبولا (تی-ای‌کی‌آر-۲۸۹)
اس‌اس دنبولا (تی-ای‌کی‌آر-۲۸۹) (به انگلیسی: SS Denebola (T-AKR-289)) یک کشتی است که طول آن ۹۴۶ فوت ۲ اینچ (۲۸۸ متر) می‌باشد. این کشتی در سال ۱۹۷۳ ساخته شد.